# Сестробиль (заказник)
Сестро́биль — загальнозоологічний заказник місцевого значення в Україні. Розташований у межах Звягельського району Житомирської області, на північний захід від села Явне.
Площа 832 га. Статус надано згідно з рішенням 21 сесії Житомирської облради від 13.11.2009 року, № 949. Перебуває у віданні ДП «Баранівське ЛМГ» (Явненське лісництво, кв. 18, 19, 23—28).
Створений з метою охорони частини лісового масиву з дубовими насадженнями і крушиново-трясучко-осоковими ценозами, занесеними до Зеленої книги України. На території заказника також є заболочені ділянки та озеро Сестробель.
Через територію заказника тече річка Сестробіль, права притока Случі.